# 粉红螺旋聚孢霉素B
粉红螺旋聚孢霉素B（英語：Clonorosin B）是一种有机化合物，化学式为C12H9NO3，它最初于2021年从粉红螺旋聚孢霉（Clonostachys rosea）中分离得到。但该物质的结构最初被错误地定为5-羟基-9H-吡咯并[1,2-a]吲哚-8-甲酸，后来被更正为6,7-二氢吡咯并[1,2-b]异喹啉-10(5H)-酮。它可以2,3-二甲氧基溴化苄和吡咯-2-甲酸甲酯为原料合成得到。

粉红螺旋聚孢霉素B最初确认的错误结构。